# Kantox
 (octobre 2022).
Kantox est une société « Fintech » multinationale qui propose des logiciels d'automatisation de gestion des devises pour les entreprises. Sa solution automatise les étapes pré-négociation, négociation et post-négociation sur le marché des changes.
Kantox a son siège dans la City de Londres et des bureaux dans la Tour Mapfre à Barcelone, en Espagne. Sa solution offre des capacités de change dans 124 devises et opère dans plus de 70 pays à travers le monde.
Kantox est un membre fondateur de France Fintech[source secondaire souhaitée], de l'Association espagnole de technologie financière (Asociación Española de Technología Financiera) et de l'European Fintech Association[source secondaire souhaitée], qui militent toutes pour un rôle plus important des FinTech dans les secteurs financiers de leurs pays respectifs.

## Histoire
Kantox est fondée en 2011 par Philippe Gelis et Antonio Rami, ex-consultants chez Deloitte. Le nom de la société s'inspire du nom de famille de Georg Cantor, le créateur de la théorie des nombres transfinis, une théorie fondamentale dans la transformation de l'étude mathématique à la fin du dix-neuvième siècle[source secondaire souhaitée].
Opérant sur le marché des changes, où le chiffre d'affaires quotidien a été estimé par la Banque des règlements internationaux à 6,6 billions de dollars[Quand ?], Kantox a levé en 2014 un investissement de 6,4 millions d'euros pour son tour de financement de série A.
Depuis lors, Kantox a augmenté son financement total à plus de 30 millions d'euros[source secondaire souhaitée] après avoir conclu deux rounds d'investissement auprès de son partenaire bancaire BNP Paribas et d'Eurazeo en juillet 2021.
Leur système a atteint 1 milliard de dollars en transactions de change d'entreprise en 2015[source secondaire souhaitée].
En 2021, Kantox a atteint 15 milliards de dollars en transactions de change d'entreprise[source secondaire nécessaire].
En octobre 2022, BNP Paribas signe un accord pour l'acquisition de Kantox pour un montant d'environ 120 millions d'euros.